# I'll Be on My Way
«I'll Be on My Way» es una canción compuesta por Lennon/McCartney que fue lanzado por primera vez el 26 de abril de 1963 por Billy J. Kramer y los Dakotas como Lado B del sencillo: "Do You Want to Know a Secret?", una canción también escrita por Lennon-McCartney. Llegó al número 2 en las listas británicas, mientras que "From Me to You" de The Beatles ocupaba la posición número 1. De acuerdo con John Lennon, la canción fue escrita principalmente por Paul McCartney: "Ésta fue de Paul."

## Antecedentes
"I'll Be On My Way" se considera la primera canción que Lennon y McCartney "regalaron" a Billy J. Kramer and The Dakotas. (La versión de esta canción está incluida en El álbum de canciones que Lennon y McCartney regalaron.
En 1963, The Beatles y Billy J. Kramer and The Dakotas eran representados por Brian Epstein y tenían a George Martin como su productor.
La canción puede haber sido influenciada por el estilo musical y lírico de Buddy Holly, similar a la canción de 1959, "It Doesn't Matter Anymore".

## Grabación
Fue grabada por The Beatles el 4 de abril de 1963, en la BBC Paris Theatre, Londres, y emitido en el programa de radio de la BBC Side by Side el 24 de junio de 1963. Esta es la única grabación conocida de "I'll Be On My Way" de The Beatles,.Su principal característica, es la voz conjunta de McCartney y Lennon, y se puede escuchar en el álbum de The Beatles Live at the BBC.